# Goran Lovre
Goran Lovre (ur. 23 marca 1982 w Zagrzebiu) – serbski piłkarz grający na pozycji napastnika. Posiada obywatelstwo belgijskie.
Lovre ma na koncie złoty medal w Mistrzostwach Europy U-21 z reprezentacją Serbii i Czarnogóry. Ponadto brał udział w Igrzyskach Olimpijskich w Atenach w 2004 roku.

## Statystyki ligowe
| Rozgrywki         | Poziom | Kraj     | Mecze | Bramki |
| ----------------- | ------ | -------- | ----- | ------ |
| Eredivisie        | I      | Holandia | 128   | 23     |
| Eerste klasse     | I      | Belgia   | 46    | 5      |
| Super liga Srbije | I      | Serbia   | 4     | 0      |
| Iran Pro League   | I      | Iran     | 2     | 0      |
| Championship      | II     | Anglia   | 21    | 2      |
| Regionalliga      | IV     | Niemcy   | 14    | 1      |